# Musée archéologique de Paphos

Le musée archéologique de Paphos est un musée situé à Paphos, à Chypre. Il est composé de 5 salles d'exposition et contient des items depuis l'époque chalcolithique jusqu'au Moyen Âge. La plupart des objets ont été mis au jour sur divers sites : Palepafos (Kouklia), Nea Pafos (Paphos), Marion-Arsinoe (Polis), Pegeia, Kisonerga, Lempa, Pano Arodes, Salamiou, Akourdalia, Pomos, Kidasi, Geroskipou. Le musée contient des restes humains provenant de 31 tombes fouillées à Nea Pafos en 1980-1983.

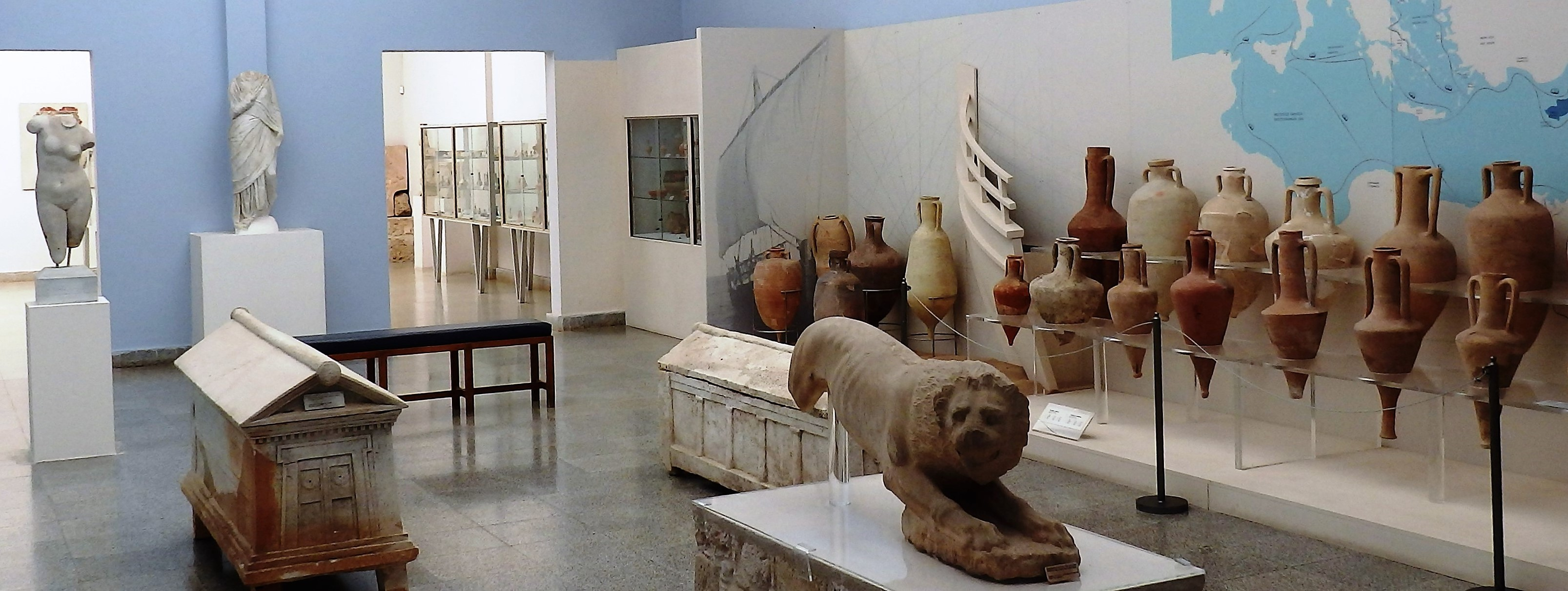
Salle
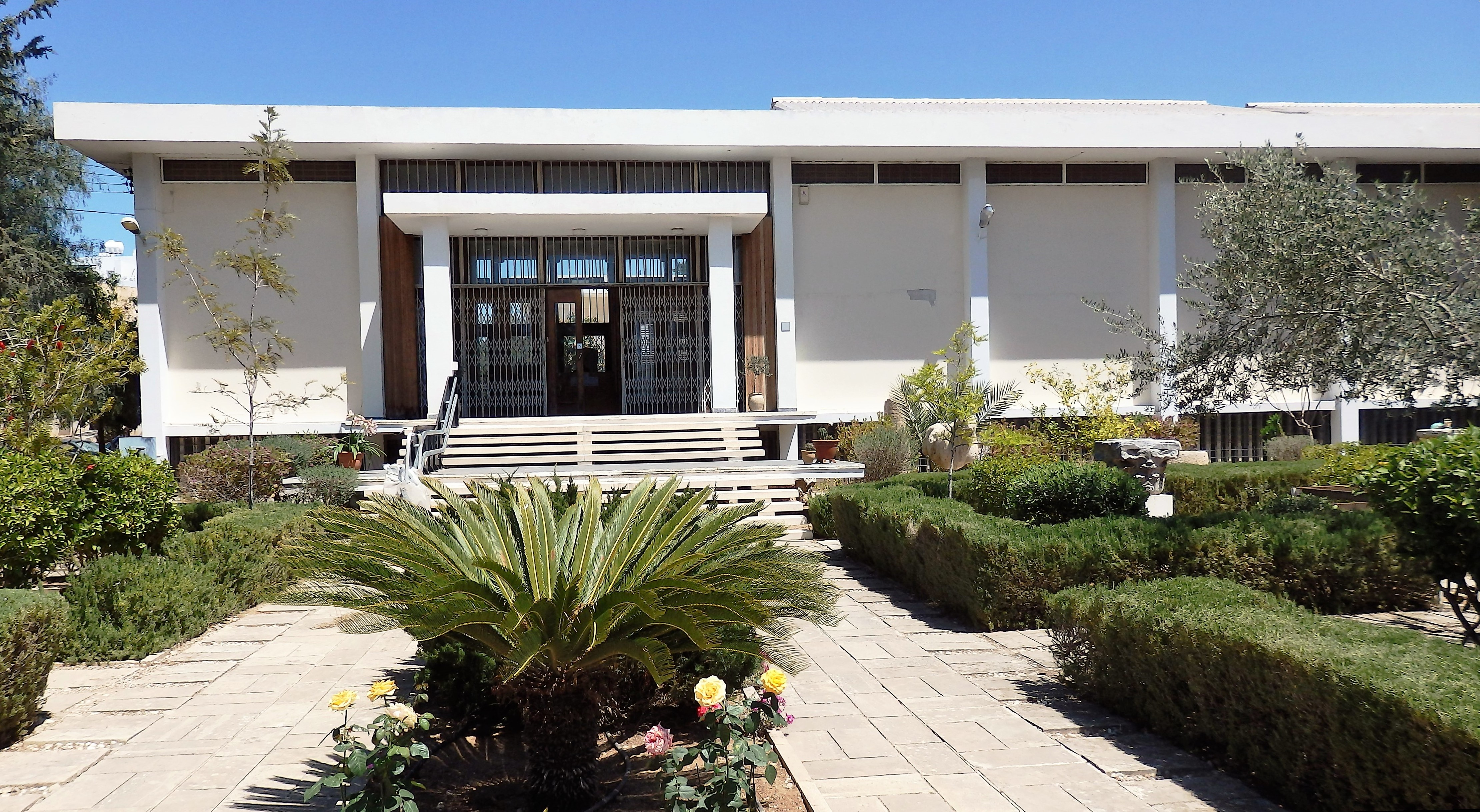
Le bâtiment
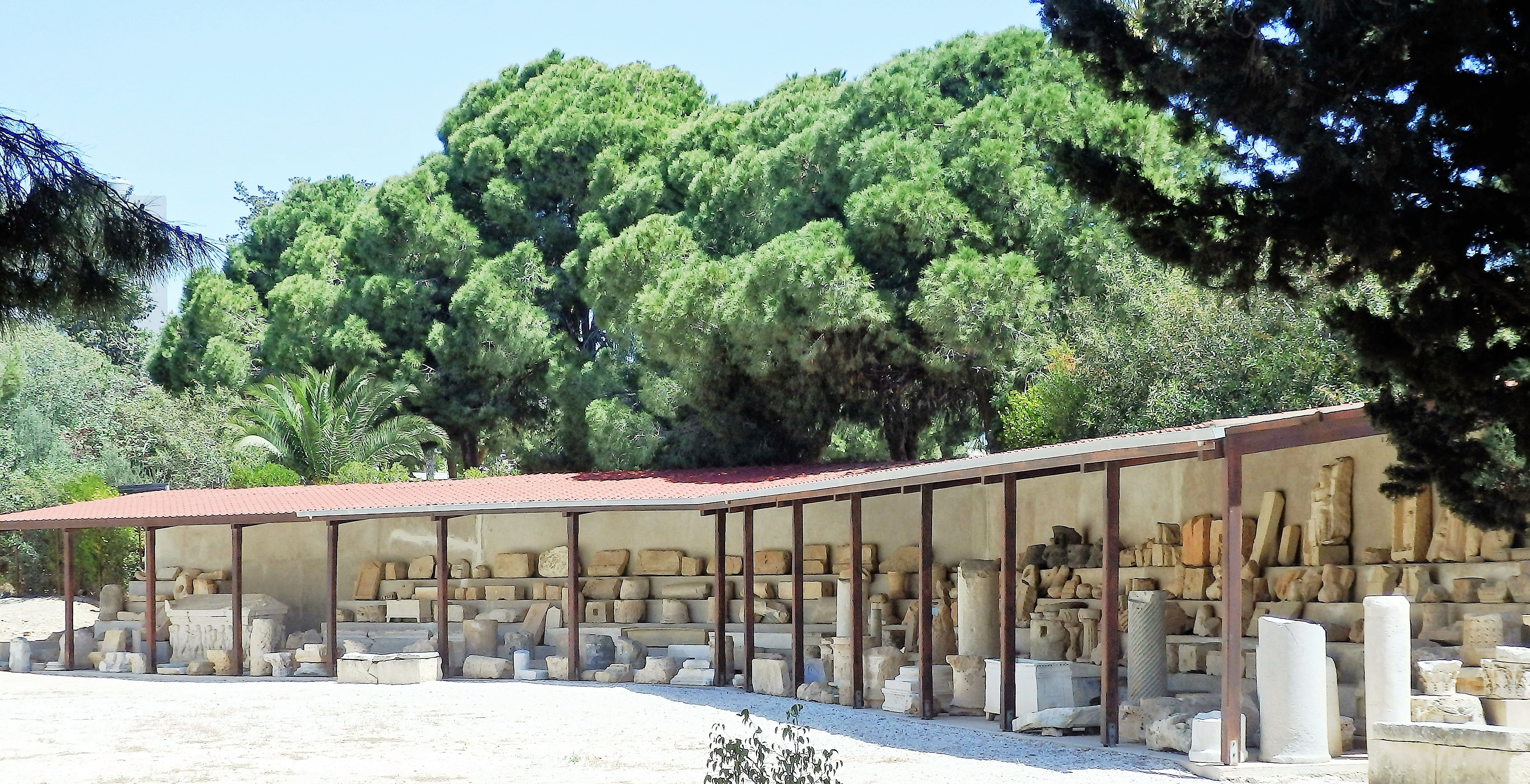
Extérieur
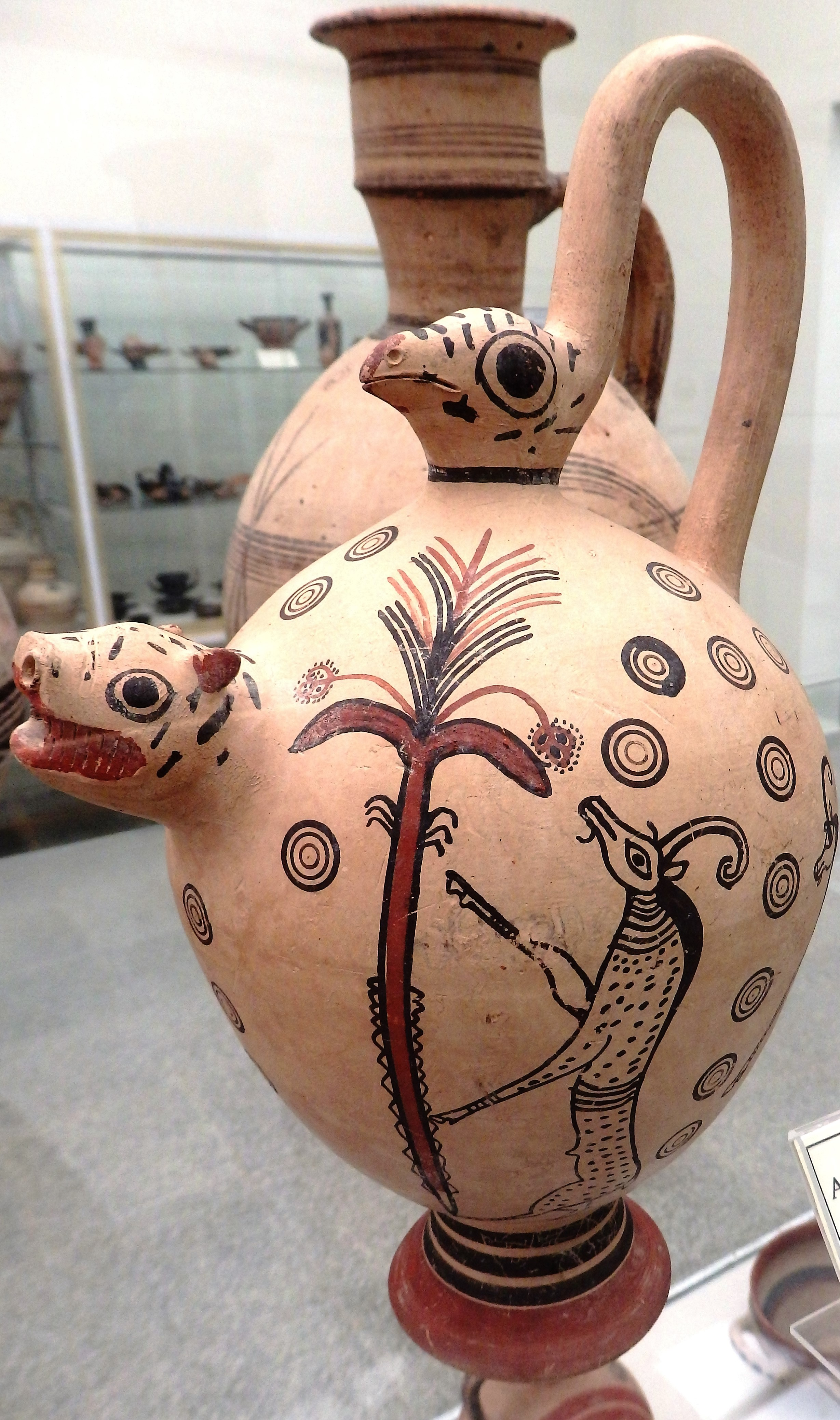
Vase
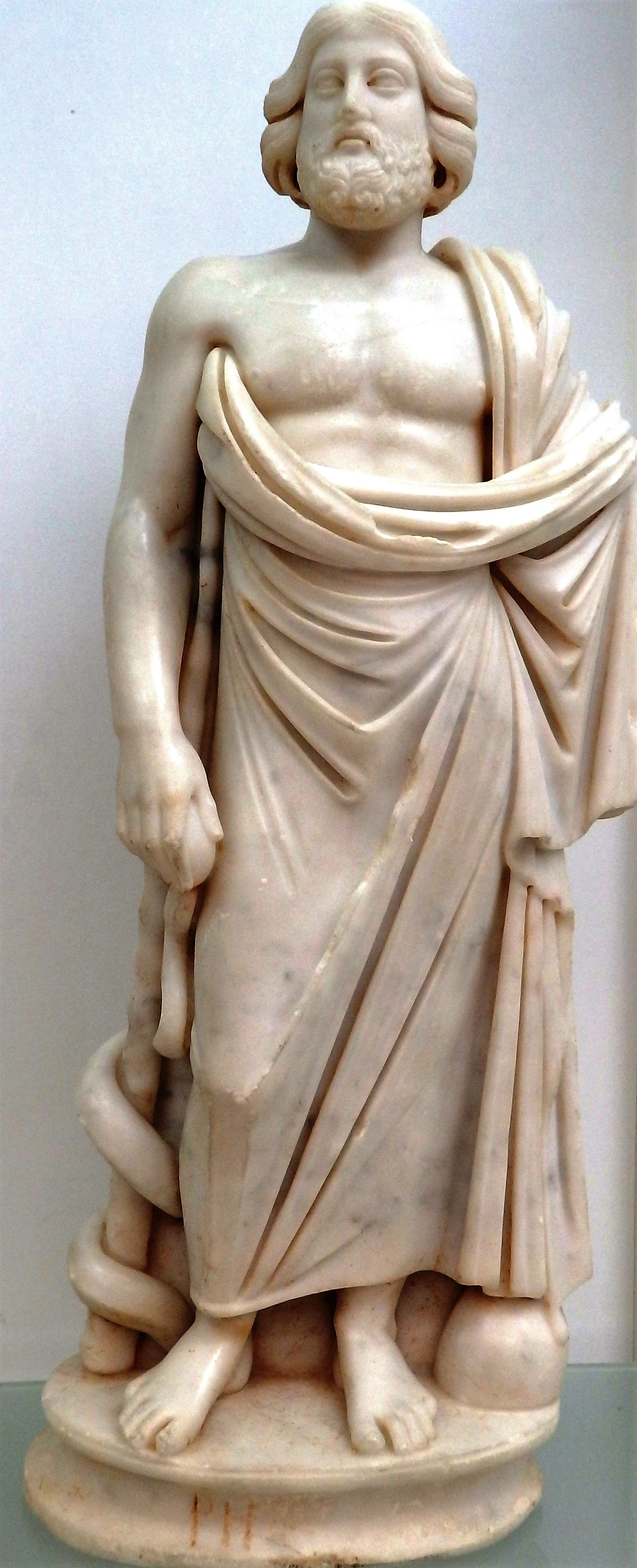
Asklepios
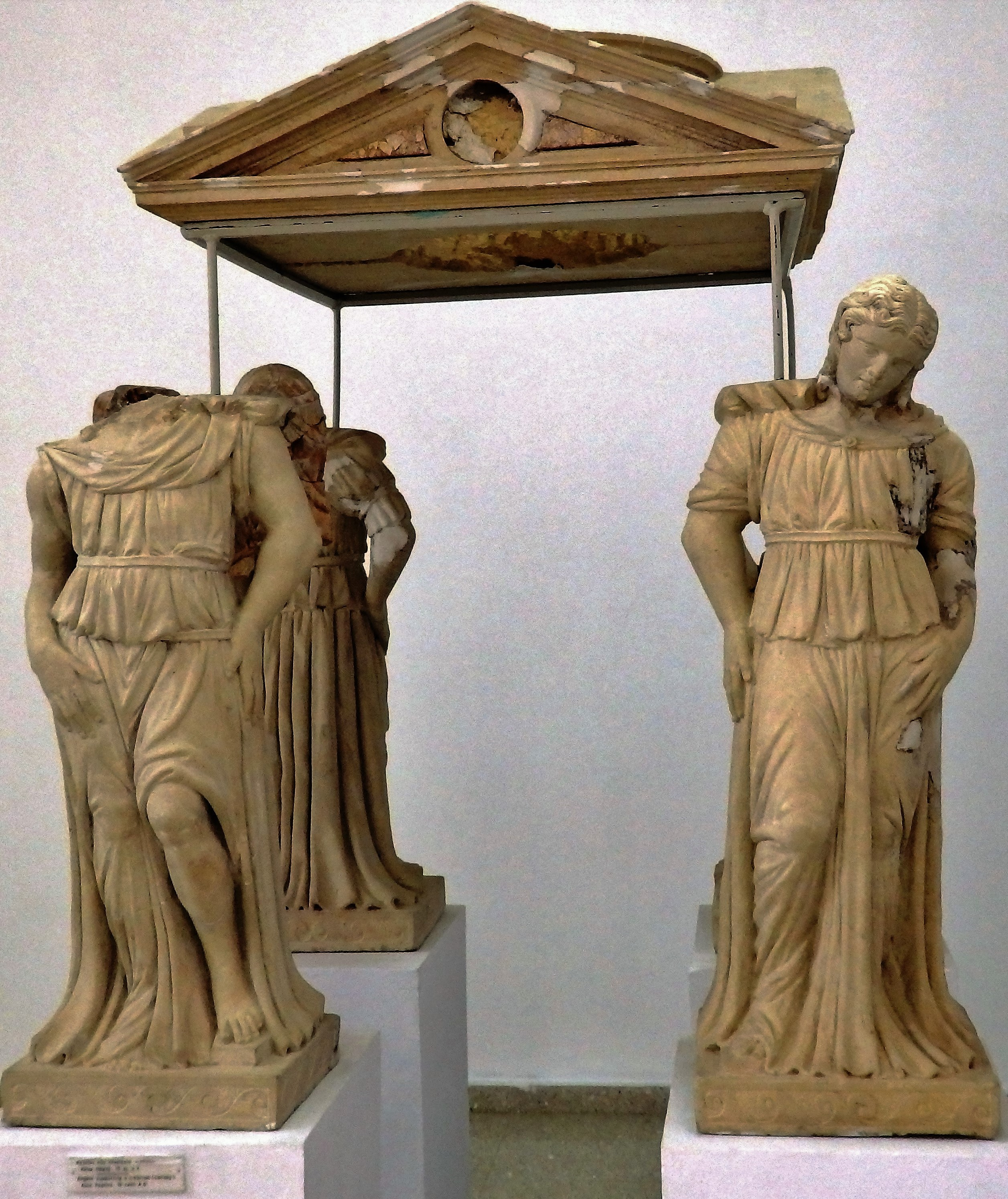
Zimborium
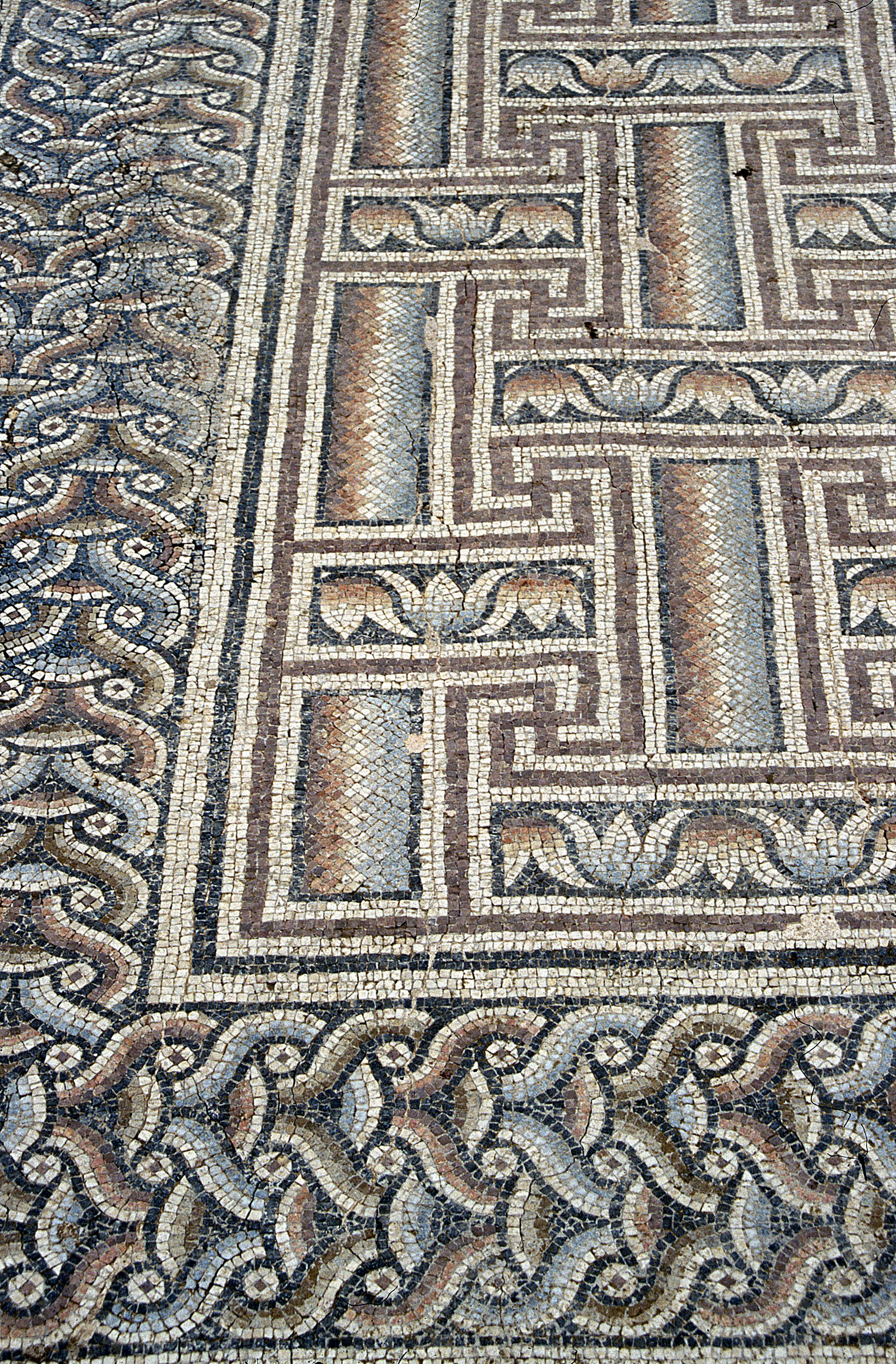
Mosaïque